# MAXXI, Narodowe Muzeum Sztuki XXI wieku

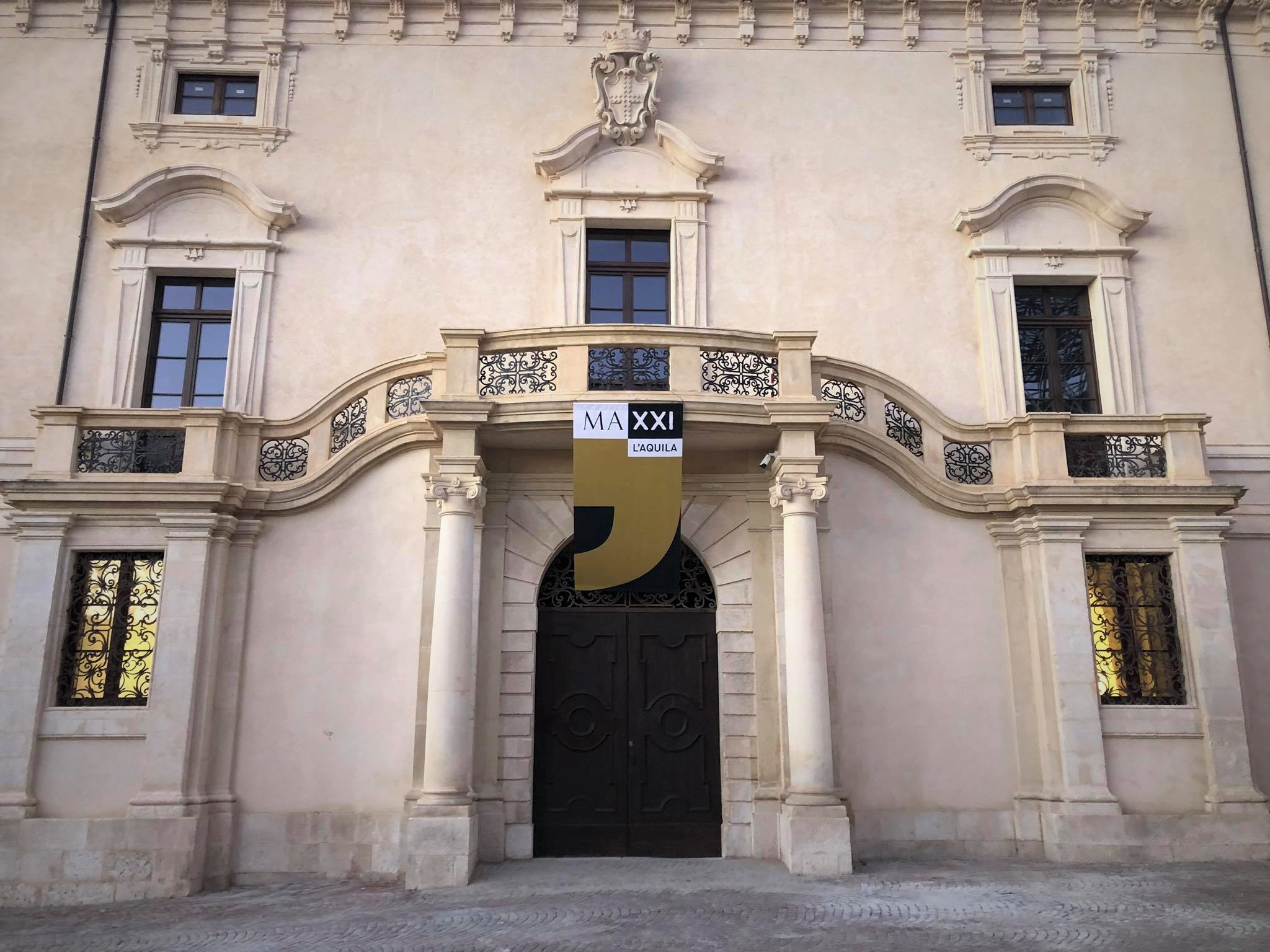
Filia MAXXI, Palazzo Ardinghelli, L'Aguila

MAXXI, Narodowe Muzeum Sztuki XXI wieku (wł. MAXXI, Museo nazionale delle arti del XXI secolo) – narodowe muzeum sztuki i architektury współczesnej w Rzymie, w dzielnicy Flaminio. MAXXI składa się z dwóch muzeów: "Sztuka MAXXI" i "Architektura MAXXI".  

## Historia
Projekt budynku został wybrany w wyniku dwuczęściowego międzynarodowego konkursu ogłoszonego przez Ministerstwo Dziedzictwa Kulturowego w 1998 roku. Zwyciężył projekt brytyjskiej architekt irackiego pochodzenia Zahy Hadid, wybrany spośród 273 kandydatów z całego świata. Budowa muzeum kosztowała 150 milionów euro. 
Kompleks muzelany został zbudowany na miejscu dawnych koszar wojskowych Caserma Montello. Oprócz przestrzeni wystawienniczej muzeum posiada audytorium, bibliotekę, księgarnię z kafeterią, sale dla wystaw czasowych, laboratoria, miejsca do pracy, nauki i wypoczynku. 
W 2010 muzeum dostał nagrodę RIBA Stirling Prize.
Stała kolekcja MAXXI Art składa się z ponad 400 prac (obrazy, instalacje, wideo-art, rzeźby, net-art i fotografie). Kolekcja zawiera prace m.in. takich wybitnych artystów jak: Anish Kapoor, Alighiero Boetti, Francesco Clemente, William Kentridge, Mario Merz, Gerhard Richter. 

## Galeria

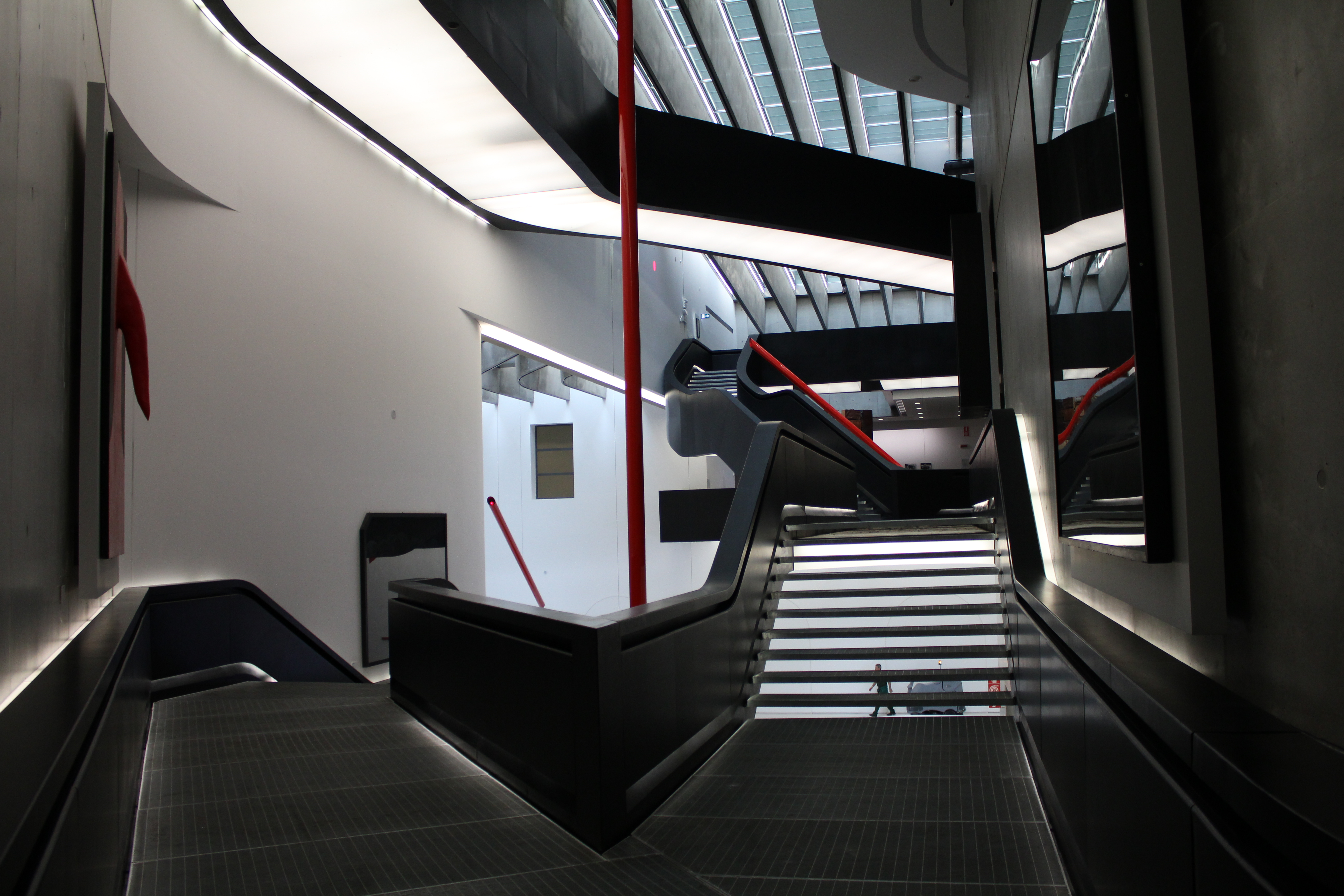
Wnętrze MAXXI w Rzymie
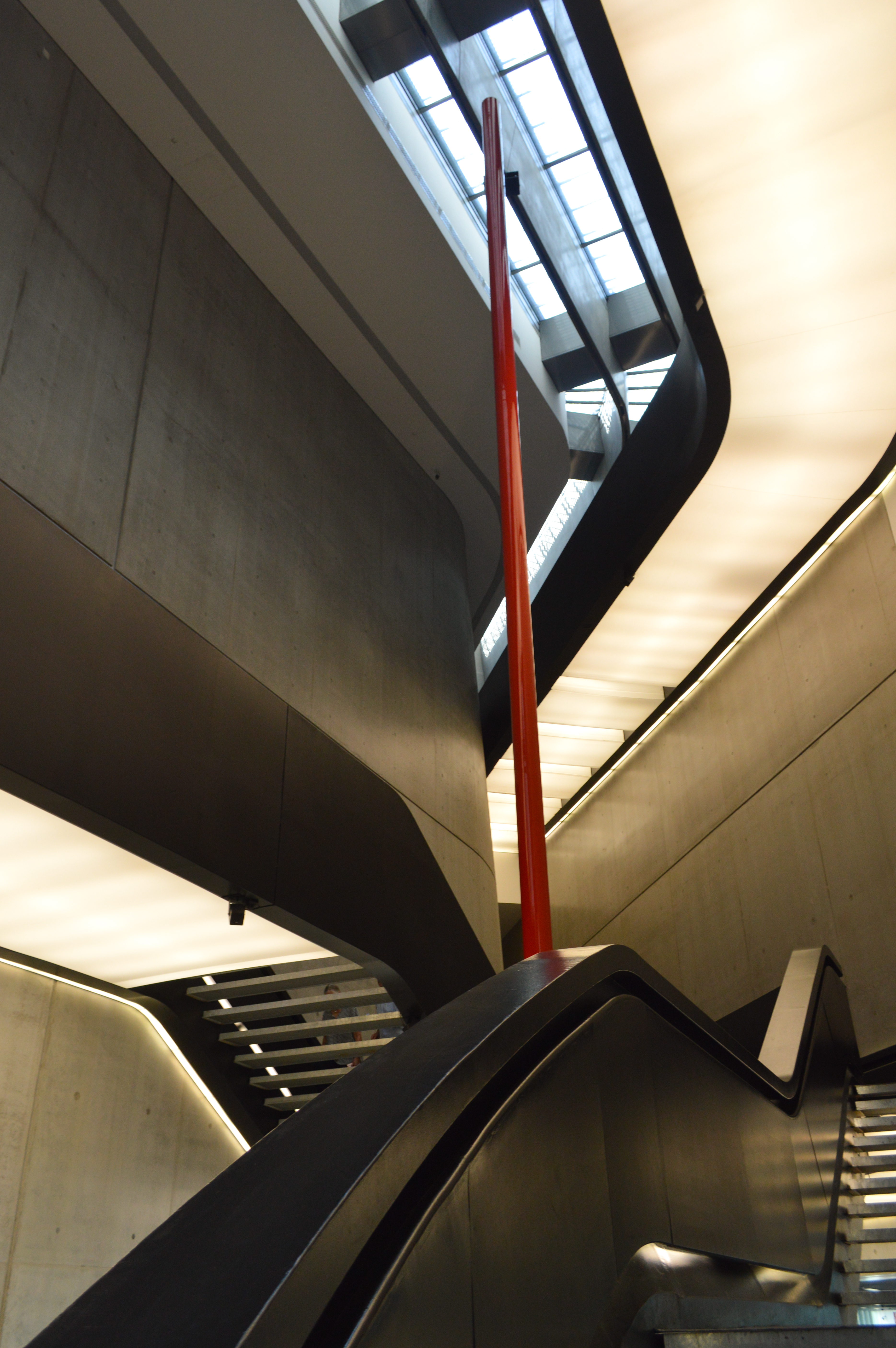
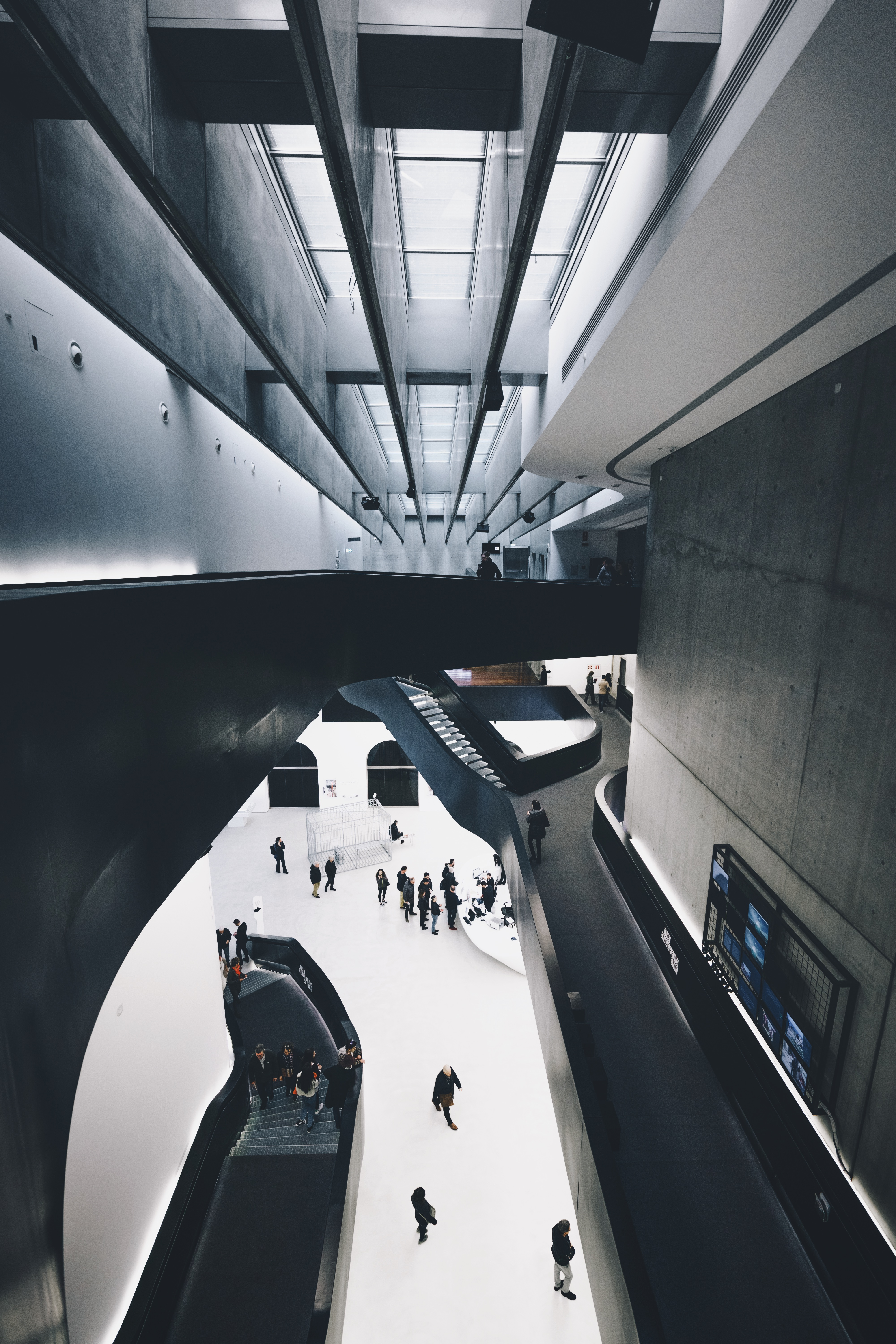
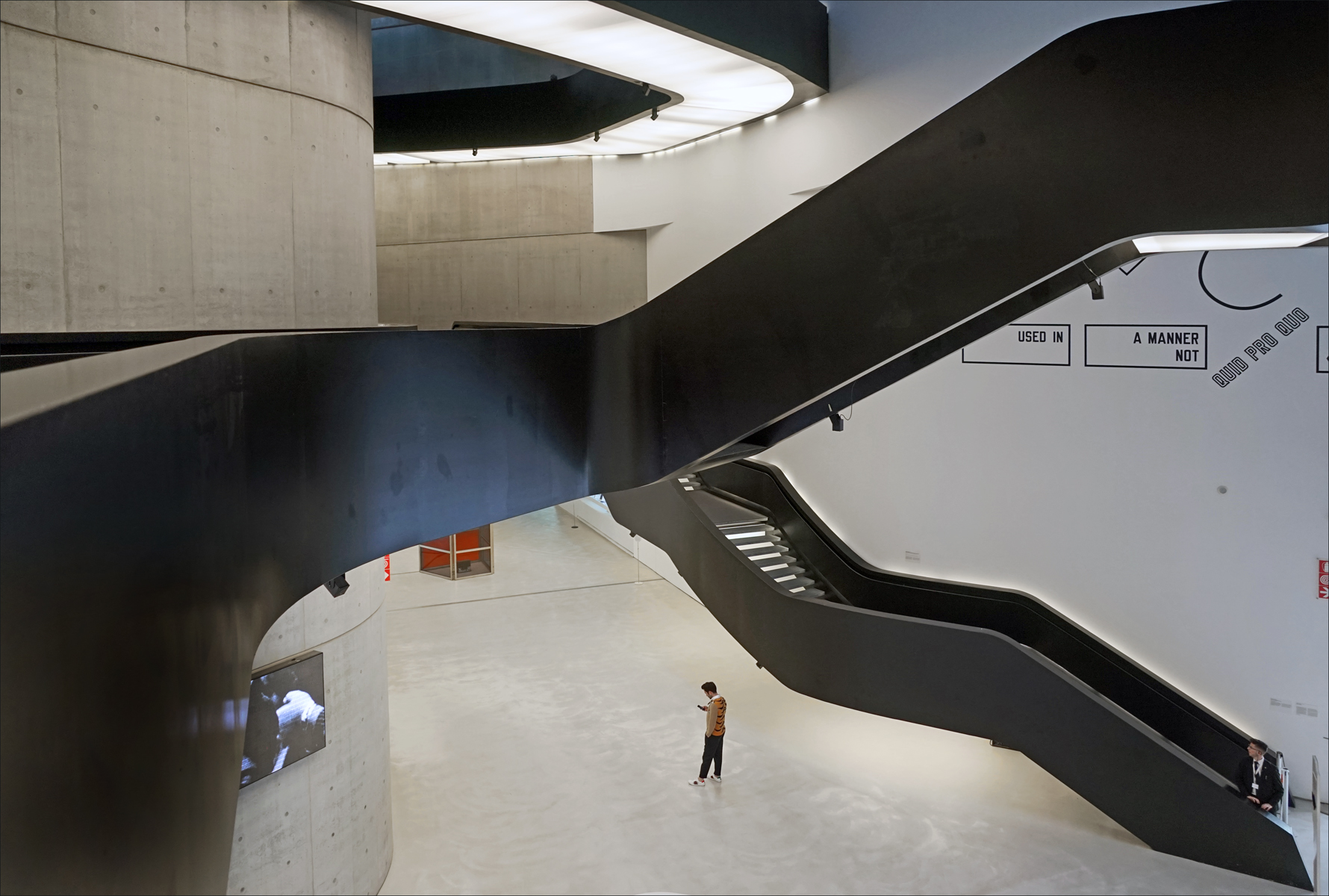

## Filia MAXXI L'Aquila
Filia MAXXI L'Aquila, w regionie Abruzzo, została otwarta 30 października 2020 r. Ta galeria jest placówką narodowego muzeum sztuki współczesnej i architektury w Rzymie. L'Aquila to miasto, które zostało poważnie zniszczone podczas trzęsienia ziemi w 2009 roku. XVIII-wieczny Palazzo Ardinghelli, zbudowany według projektu Domenico Fontana w którym mieści się MAXXI L'Aquila, również został poważnie uszkodzony, a później został odrestaurowany przez włoskie Ministerstwo Dziedzictwa Kulturowego i Turystyki. 